# ماميثا أنطالية
المامِيثَا الأنطالية نوع نباتي يتبع جنس الماميثا من الفصيلة الخشخاشية.

## البيئة والانتشار
ينتشر في جنوب تركيا.